# 3-тя ракетна бригада (РФ)
3-тя ракетна бригада (3 РБр, в/ч 33558) — ракетне з'єднання у складі 29-ї загальновійськової армії Східного військового округу.
3-тя ракетна бригада розташована у ЗАТО Горний (Чита-46) Ульотывського району Забайкальського краю, за 85 км від Чити й за 52 км від районного центра. Біля 3-ї ракетної бригади розташована 200-та артилерійська бригада.
На озброєнні — 12 9К720 «Іскандер-М».

## Історія
ЗАТО Горний (Чита-46) було створено у жовтні 1965 року, як місце дислокації штабу 4-ї ракетної Харбінської дивізії Ракетних військ стратегічного призначення. Дивізію було розформовано у 2002 році.
3-тя ракетна бригада сформована у грудні 2016 року й озброєна 9 червня 2017 року сучасними ракетними комплексами «Іскандер-М».